# 대형점균류
대형점균류(Macromycetozoa)는 아메바류에 속하는 분류군의 하나이다. 딕티오스텔리움류와 변형균류, 산호점균류 등을 집합적으로 부르는 명칭이다.

## 하위 분류
- Dictyostelea
- 끈적균강 (Myxomycetes)